# Eugeniusz Szyfner
Eugeniusz Szyfner (ur. 29 grudnia 1922 w Tarnowie, zm. 18 marca 2017 w Mielcu) – polski księgowy, wyróżniony tytułem Sprawiedliwy wśród Narodów Świata.

## Życiorys
Był najstarszym synem z sześciorga dzieci Józefa i Katarzyny Szyfnerów. Ukończył w 1939 roku 7-letnią Publiczną Szkołę Powszechną stopnia III w Spytkowicach.
Podczas II wojny światowej, wraz z matką Katarzyną Szyfner i młodszym rodzeństwem mieszkał od 1939 roku w Chorzelowie, gdzie pracował jako robotnik rolny, a następnie jako dozorca w majątku ziemskim hrabiego Karola Stanisława Tarnowskiego. Od 9 marca 1942 roku, gdy Niemcy w ramach operacji Reinhardt zlikwidowali gminę żydowską w Mielcu, do sierpnia 1944 roku przechowywał w ukryciu 9 Żydów, w tym 5-osobową rodzinę Hellerów, Maksymiliana Grossa, a także małżeństwo Matyldę i Dawida Zuckerbrodtów i ich córkę.
Po zakończeniu okupacji hitlerowskiej ukończył w latach 1946–1948 Państwowe Gimnazjum i Liceum im. Stanisława Konarskiego w Mielcu, zdając 12 maja 1948 roku egzamin dojrzałości w Liceum Handlowym. Po maturze rozpoczął pracę zawodową w Wytwórni Sprzętu Komunikacyjnego PZL Mielec, gdzie w latach 1947–1990 pracował kolejno na stanowiskach: księgowy, starszy księgowy, kierownik sekcji, starszy ekonomista, samodzielny referent ds. inwentaryzacji, samodzielny referent ekonomiczny, specjalista gospodarki materiałowej. W okresie pracy zawodowej, od 1950 roku, należał do Związku Zawodowego Metalowców w Polsce. 11 kwietnia 1955 roku poślubił Stanisławę Pietrykę. W okresie pracy zawodowej ukończył wyższe zawodowe studia administracyjne na UMCS (1970), po których rozpoczął studia zaoczne na Wydziale Prawniczym Uniwersytetu Jagiellońskiego (1970).
6 listopada 1996 roku otrzymał wraz z matką medal i tytuł Sprawiedliwego Wśród Narodów Świata. 17 marca 2016 roku na Zamku w Łańcucie z rąk prezydenta RP Andrzeja Dudy otrzymał Krzyż Komandorski Orderu Odrodzenia Polski.
Pochowany na cmentarzu komunalnym w Mielcu.

## Rodzina
Rodzeństwo: Janina, Jerzy, Zbigniew, Zdzisław; trzy córki: Halina, Renata i Lidka; wnuczki: Agnieszka, Katarzyna; wnuki: Rafał, Tomasz; prawnuki Krzysztof, Wiktoria.

## Odznaczenia
- Odznaka Zasłużonego Pracownika WSK Mielec (28 listopada 1977),
- Medal 40-lecia Polski Ludowej (22 lipca 1984),
- Medal XXV-lecia PTTK (2 X 1980),
- Srebrna Regionalna Odznaka PTTK Ziemi Rzeszowskiej (3 stycznia 1977),
- Oznaka Zasłużony dla Województwa Rzeszowskiego,
- Medal i Tytuł Sprawiedliwego Wśród Narodów Świata (6 listopada 1996),
- Krzyż Komandorski Orderu Odrodzenia Polski (17 marca 2016).